# Bettine Jahn
Pour les articles homonymes, voir Jahn.
Bettine Jahn, née Gärtz le 3 août 1958 à Magdebourg, est une athlète est-allemande, pratiquant le sprint et spécialiste du 100 m haies.
Elle a été la première championne du monde sur 100 m haies. 

## Palmarès

### Jeux olympiques d'été
- 1980 à Moscou ( Union soviétique)
  - 7e sur 100 m haies
- 1984 à Los Angeles ( États-Unis)
  - absente à la suite du boycott des pays de l'Est

### Championnats du monde d'athlétisme
- 1983 à Helsinki ( Finlande)
  -  Médaille d'or sur 100 m haies

### Championnats d'Europe d'athlétisme
- 1982 à Athènes ( Grèce)
  - 4e sur 100 m haies

### Championnats d'Europe d'athlétisme en salle
- 1982 à Milan ( Italie)
  -  Médaille d'argent sur 60 m haies
- 1983 à Budapest ( Hongrie)
  -  Médaille d'or sur 60 m haies